# Família Abeliano
Abeliano (em latim: Abelianus) ou Abeleã (em armênio: Աբեղեան; romaniz.: Abełean) foi uma família nobre armênia (nacarar) da Antiguidade e Idade Média. 

## Nome
Abeliano é a forma latinizada do armênio Abeleã (Աբեղեան, Abełean), que é composto pelo antropônimo Abel (ԱԲէլ, Abēl), que segundo Moisés de Corene foi seu ancestral epônimo, e o sufixo patronímico -ean (եան).

## História
Moisés de Corene, ao mencionar os Abelianos, afirma que não eram descendentes de Haico, o ancestral epônimo do povo armênio. Com base nisso, Cyril Toumanoff propôs que fossem um ramo dos Camsaracanos. Reinavam no cantão homônimo situado na margem esquerda do Araxes Médio, na província de Airarate, no Reino da Armênia. Tradicionalmente, ocupavam o ofício de mestre dos celeiros, que de acordo com Moisés foi concedido ao epônimo Abel pelo mítico Valarsaces I. A Lista de Trono (Գահնամակ, gahnamak) os menciona em 27.ª (linha principal) e 36.ª (linha cadete) posições entre as casas nobres. A Lista Militar (Զորնամակ, Zōrnamak), o documento que indica a quantidade de cavaleiros que cada uma das famílias nobres devia ceder ao exército real em caso de convocação, afirma que podiam arregimentar 300 cavaleiros. Em 450-451, dois Abelianos, Gasrique e Artanes, participaram da revolta de Vardanes II contra a autoridade do xainxá Isdigerdes II (r. 438–457). A família aparece pela última vez em 555, quando Gregório esteve no Segundo Concílio de Dúbio convocado pelo católico Narses II (r. 548/9–557/8).